# Eschweilera albiflora
Eschweilera albiflora là một loài thực vật có hoa trong họ Lecythidaceae. Loài này được (DC.) Miers mô tả khoa học đầu tiên năm 1874.